# Lista de agências espaciais

Projetos e capacidades de voo orbital
País com capacidade de lançamento orbital confirmada
Organização intergovernamental com capacidade para lançamento orbital confirmado (Estados-membros da ESA)
Projeto de lançamento orbital em desenvolvimento ou planejado
Projeto de lançamento orbital abandonado

Esta é uma lista de agências espaciais governamentais engajadas em atividades relacionadas ao espaço exterior e à exploração espacial.

## Agências espaciais internacionais/globais

### Organização das Nações Unidas (ONU)
O órgão da ONU que trata de assuntos relacionados ao espaço exterior é a Office for Outer Space Affairs (OOSA), uma organização da assembleia geral encarregada de implementar as políticas da assembleia relacionadas ao espaço exterior. Está localizada no escritório da ONU em Viena, Áustria. Este órgão também oferece apoio a nações em desenvolvimento para uso de tecnologia espacial visando ao desenvolvimento econômico.

## Agências espaciais internacionais/regionais

### Agência Espacial Europeia
A ESA, Agência Espacial Europeia ("European Space Agency"), estabelecida em 1975, é uma organização intergovernamental dedicada à exploração do espaço com, atualmente, 22 estados membros (Alemanha, Áustria, Bélgica, Chéquia Dinamarca, Espanha, Estônia, Finlândia, França, Grécia, Hungria, República da Irlanda, Itália, Luxemburgo, Noruega, Países Baixos, Polônia, Portugal, Romênia, Suécia e Suíça). A sede central da ESA fica em Paris, na França. Em 2005, a ESA tinha um staff (excluindo agências espaciais nacionais) de cerca de 1900 funcionários, com um orçamento de 3000 milhões de euros.
- Website

## Agências espaciais nacionais
| Agência        | Agência  | Nome                                                                 | Fundada em | Website | Capacidade Operacional | Capacidade Operacional | Capacidade Operacional | Capacidade Operacional  | Capacidade Operacional | Capacidade Operacional | Capacidade Operacional | Capacidade Operacional |
| País           | Sigla    | Nome                                                                 | Fundada em | Website | Astronauta             | Operador de satélites  | Foguetes de sondagem   | Lançamento de satélites | Lançamento de sondas   | Operador de estação    | Nave tripulada orbital | Nave tripulada lunar   |
| -------------- | -------- | -------------------------------------------------------------------- | ---------- | ------- | ---------------------- | ---------------------- | ---------------------- | ----------------------- | ---------------------- | ---------------------- | ---------------------- | ---------------------- |
| Alemanha       | DLR      | Deutsches Zentrum für Luft- und Raumfahrt (DLR)                      | 1969       |         | Não                    | Sim                    | Não                    | Não                     | Não                    | Não                    | Não                    | Não                    |
| Argélia        | ASAL     | Agência Espacial Argélia (ASAL)                                      | 2002       |         | Não                    | Sim                    | Não                    | Não                     | Não                    | Não                    | Não                    | Não                    |
| Argentina      | CONAE    | Comisión Nacional de Actividades Espaciales (CONAE)                  | 1991       |         | Não                    | Sim                    | Não                    | Não                     | Não                    | Não                    | Não                    | Não                    |
| Austrália      | CSIRO    | Commonwealth Scientific and Industrial Research Organisation (CSIRO) | 1916       |         | Não                    | Sim                    | Não                    | Não                     | Não                    | Não                    | Não                    | Não                    |
| Brasil         | AEB      | Agência Espacial Brasileira (AEB)                                    | 1994       |         | Sim                    | Sim                    | Sim                    | Sim                     | Não                    | Não                    | Não                    | Não                    |
| Canadá         | ASC      | Canadian Space Agency (CSA; em francês: ASC)                         | 1989       |         | Sim                    | Sim                    | Sim                    | Não                     | Não                    | Não                    | Não                    | Não                    |
| China          | CNSA     | Chinese National Space Administration (CNSA)                         | 1993       |         | Sim                    | Sim                    | Sim                    | Sim                     | Sim                    | Não                    | Sim                    | Não                    |
| Coreia do Sul  | KARI     | Korea Aerospace Research Institute (KARI)                            | 1989       |         | Sim                    | Sim                    | Sim                    | Sim                     | Não                    | Não                    | Não                    | Não                    |
| Espanha        | INTA     | Instituto Nacional de Técnica Aeroespacial (INTA)                    | 1942       |         | Não                    | Sim                    | Sim                    | Não                     | Não                    | Não                    | Não                    | Não                    |
| Estados Unidos | NASA     | National Aeronautics and Space Administration (NASA)                 | 1958       |         | Sim                    | Sim                    | Sim                    | Sim                     | Sim                    | Sim                    | Sim                    | Sim                    |
| França         | CNES     | Centre National d'Études Spatiales (CNES)                            | 1961       |         | Sim                    | Sim                    | Sim                    | Sim                     | Sim                    | Não                    | Não                    | Não                    |
| Índia          | ISRO     | Indian Space Research Organization (ISRO)                            | 1969       |         | Sim                    | Sim                    | Sim                    | Sim                     | Sim                    | Não                    | Não                    | Não                    |
| Itália         | ASI      | Agenzia Spaziale Italiana (ASI)                                      | 1988       |         | Sim                    | Sim                    | Sim                    | Não                     | Não                    | Não                    | Não                    | Não                    |
| Japão          | JAXA     | Japan Aerospace Exploration Agency (JAXA)                            | 2003       |         | Sim                    | Sim                    | Sim                    | Sim                     | Sim                    | Não                    | Não                    | Não                    |
| México         | AEXA     | Agencia Espacial Mexicana (AEXA)                                     | 2007       |         | Não                    | Não                    | Não                    | Não                     | Não                    | Não                    | Não                    | Não                    |
| Holanda        | SRON     | Netherlands Institute for Space Research (SRON)                      |            |         | Não                    | Não                    | Não                    | Não                     | Não                    | Não                    | Não                    | Não                    |
| Reino Unido    | UKSA     | UK Space Agency (UKSA)                                               | 2010       |         | Não                    | Sim                    | Sim                    | Sim                     | Sim                    | Não                    | Não                    | Não                    |
| Rússia         | Roscosmo | Russian Federal Space Agency (RKA)                                   | 1992       |         | Sim                    | Sim                    | Sim                    | Sim                     | Sim                    | Sim                    | Sim                    | Não                    |
| Suécia         | SNSB     | Swedish National Space Board (SNSB)                                  | 1972       |         | Não                    | Sim                    | Sim                    | Não                     | Não                    | Não                    | Não                    | Não                    |
| Suíça          | SSO      | Swiss Space Office (SSO)                                             |            |         | Não                    | Não                    | Não                    | Não                     | Não                    | Não                    | Não                    | Não                    |
| Ucrânia        | NSAU     | National Space Agency of Ukraine (NSAU)                              | 1993       |         | Sim                    | Sim                    | Sim                    | Sim                     | Não                    | Não                    | Não                    | Não                    |
| Portugal       | AEP-PS   | Agência Espacial Portuguesa - Portugal Space                         | 2019       |         | Não                    | Não                    | Não                    | Não                     | Não                    | Não                    | Não                    | Não                    |

↑  Capacidade de lançamento de satélites parcial: capacidade de lançamento próprio em desenvolvimento através do projeto VLS e lançamento conjunto em parceira com a Ucrânia (Alcantara Cyclone Space).
↑  A NASA não tem capacidade de realizar missões lunares tripuladas na atualidade. A mesma foi a única agência espacial que conseguiu essa capacidade com o Projeto Apollo entre 1969 e 1972. O Programa Constellation que estava sendo desenvolvido pela NASA para recuperar essa capacidade até 2020 foi cancelado pelo Presidente Barack Obama em 1 de fevereiro de 2010.
↑  Atualmente a NASA não tem nenhum programa de naves tripuladas ativo. A mesma perdeu esta capacidade por causa do fim do programa de ônibus espaciais, dependendo apenas da nave russa Soyuz para realizar missões na ISS.

## Agências espaciais extintas
| Agência         | Agência | Nome                        | Fundada em | Desativada em | Capacidade operacional | Capacidade operacional | Capacidade operacional | Capacidade operacional  | Capacidade operacional | Capacidade operacional | Capacidade operacional                                       | Capacidade operacional                                       |
| País            | Sigla   | Nome                        | Fundada em | Desativada em | Astronauta             | Operador de satélites  | Foguetes de sondagem   | Lançamento de satélites | Lançamento de sondas   | Operador de estação    | Nave tripulada \| orbital \| lunar \| \| ------- \| ----- \| | Nave tripulada \| orbital \| lunar \| \| ------- \| ----- \| |
| --------------- | ------- | --------------------------- | ---------- | ------------- | ---------------------- | ---------------------- | ---------------------- | ----------------------- | ---------------------- | ---------------------- | ------------------------------------------------------------ | ------------------------------------------------------------ |
| União Soviética | —       | Programa espacial soviético | 1957       | 1991          | Sim                    | Sim                    | Sim                    | Sim                     | Sim                    | Sim                    | Sim                                                          | Não                                                          |
| orbital         | lunar   |                             |            |               |                        |                        |                        |                         |                        |                        |                                                              |                                                              |

## Maiores agências espaciais
1. NASA $16 bilhões
2. ESA $3.8 bilhões
3. CNES (French space agency) $2.2 bilhões
4. JAXA (Japan Aerospace Exploration Agency) $2.0 bilhões
5. RKA (Russian Federal Space Agency) $1.3 bilhões
6. DLR (German Aerospace Center) $1.0 bilhões
7. ASI (Italian Space Agency) $900 milhões
8. ISRO (Indian Space Research Organization) $815 milhões
9. CNSA (Chinese National Space Administration) $500 milhões
10. BNSC (British National Space Centre) $400 milhões
11. ASAL (Algeria Space Agency) $360 milhões
12. INTA (Spanish space agency) $270 milhões
13. Belgian (Science policy and space policy) $230 milhões
14. SRON (Netherlands Institute for Space Research) $160 milhões
15. KARI (Korea Aerospace Research Institute) $150 milhões
16. SSO (Swiss Space Office) $110 milhões
17. SNSB (Swedish National Space Board) $100 milhões
18. AEB (Brazilian Space Agency) $204 milhões

Os orçamentos listados acima (em USD) são orçamentos oficiais obtidas das homepages das diferentes agências espaciais. Note que o orçamento chinês de $500 milhões de USD foi informado por Luo Ge, vice administrador da China National Space Administration.